# Stratford (Connecticut)
Stratford város az Amerikai Egyesült Államok Connecticut államában, Fairfield megyében. Lakosainak száma 52 355 fő (2020. április 1.).

## Népesség
A település népességének változása:
| Lakosok száma | 51 384 | 52 112 | 52 355 |
|               | 2010   | 2013   | 2020   |